# Baloo's Dressing Room

Baloo's Dressing Room était une attraction du parc à thèmes Disneyland ayant pour thème le personnage de Baloo, ici issu de la série Super Baloo, mais à l'origine créé pour le long métrage Le Livre de la jungle (1967), une adaptation du roman éponyme de Rudyard Kipling.

## Description
En 1991 lors d'une promotion publicitaire pour la télévision baptisée Disney's Afternoon Avenue, un espace de rencontre avec les personnages Disney est alors ouvert entre Fantasyland Theater et It's a Small World.

L'attraction s'inspirait d'un espace similaire avec Mickey Mouse, ouvert au Magic Kingdom dans Mickey's Birthdayland mais elle est détruite durant la construction de Mickey's Toontown afin de construire le chemin d'accès à cette nouvelle zone,.
Durant cette même promotion, l'attraction Fantasyland Autopia est alors décorée d'après la série télévisée d'animation Tic et Tac, les rangers du risque (Chip 'n Dale Rescue Rangers) et renommée Rescue Rangers Raceway.
- Ouverture : 15 mars 1991
- Fermeture : 8 septembre 1991
- Attraction suivante : accès à Mickey's Toontown
- Situation : 33° 48′ 49″ N, 117° 48′ 53″ O